# 다니엘라 에반젤리스타
대니엘라 이밴절리스타(Daniella Evangelista, 1982년 9월 20일 ~ )는 캐나다의 배우, 모델이다.
밴쿠버에서 태어났다.

## 출연 작품
- Guido Superstar: The Rise of Guido (2010)
- 에일리언 트레스패스 (2009년)
- 킬 스위치 (2008년)
- 인게이지드 투 킬 (2006년)
- 하우 잇 올 웬트 다운 (2003년)
- 와이더 데이즈 (2003년)
- 내 사랑 포르노 (2003년)
- 트라이 세븐틴 (2002년)
- 위시마스터 3 (2001년)
- 맹글러 2 (2001년)
- 리퍼 (2001년)
- 살인 정원 (2000년)
- 돈 룩 비하인드 유 (1999년)
- 콜드 스쿼드 (1998년) - 잭키 역

### 텔레비전
- 꽃보다 남자 (1996년)
- 무한의 리바이어스 (1999년)
- 4400 (2004년)